# Get Me Bodied
Get Me Bodied ist ein Hip-Hop-Song der US-amerikanischen R&B-Sängerin Beyoncé Knowles. Das Lied wurde von Knowles, Sean Garrett, Solange Knowles, Angela Beyince, Makeba Riddick und Kasseem „Swizz Beatz“ Dean geschrieben. Das Lied erschien auf Beyoncés zweiten Studioalbum B’Day.
Das Lied wurde am 10. Juli 2007 als siebte Single des Albums veröffentlicht. Get Me Bodied erreichte Platz 68 der Billboard Hot 100. Das Lied wurde von den meisten Kritikern sehr gut aufgenommen.

## Hintergrund
Während der Dreharbeiten zu Dreamgirls ging Beyoncé ins Studio, um mit den Arbeiten für das zweite Album B’Day zu beginnen. Knowles kontaktierte den Produzenten Sean Garrett, welcher auch ihren Hit Check on It schrieb. Sie gingen in die Sony Music Studios in New York City. Knowles beauftragte auch den Hip-Hop-Produzenten und Rapper Kasseem „Swizz Beatz“ Dean, welcher schon vorher für Knowles schrieb und produzierte. Neben ihrer kleinen Schwester Solange Knowles engagierte Beyoncé auch ihre Cousine Angela Beyince, welche auch schon am Debütalbum Dangerously in Love mitarbeitete, und Makeba Riddick, welche Knowles’ Hit Déjà Vu produzierte.
Beyoncé nahm viele Inspirationen von ihrer Schwester Solange, welche auch am Lied mitschrieb, und den Destiny’s-Child-Gründern und Bandmitgliedern Kelly Rowland und Michelle Williams. Im Lied verwendet Knowles die Zeile „three best friends“ in Bezug zu ihnen.

## Musikalisches und Inhalt
Get Me Bodied ist ein Hip-Hop-Lied mit Elementen aus Funk, Crunk, Bounce, Rap und R&B. Das Lied ist in der originalen Fassung etwa sieben Minuten lang. Bevor das Lied beginnt, sagt Beyoncé im erotischen Stil 9-4-8-1, in Bezug auf ihr Geburtsdatum. Danach startet im Hintergrund ein eintöniger Hip-Hop-Beat, der im ganzen Lied gleich bleibt. Der Beat orientiert sich am Hip-Hop. Gleichzeitig ruft eine Gruppe von Männern abwechselnd hey! und yo! und klatscht dabei mit ihren Händen bis zum Ende des Liedes. Als Nächstes startet Beyoncé mit dem R&B-Gesang, welcher sich im Laufe des Liedes ändert. Zeitweise rappt Beyoncé einige Verse. In der Mitte des Liedes startet Beyoncés Soulgesang mit einer Mischung aus Crunk und Funk, später kommt noch Bounce hinzu, das Lied beendet Beyoncé ebenfalls mit hey!. Den Text schrieb sie selbst und produzierte auch das Lied. Die Melodie des Liedes entstand durch Knowles’ Gesang. Ihren Gesang versucht Beyoncé immer sehr erotisch und sexuell zu halten. So beschreiben Kritiker auch Get Me Bodied als eines von Knowles’ vielen Sex-Liedern. Für Get Me Bodied wurde Beyoncé besonders gelobt. Durch den Gesang von Knowles und den Beat kann man das Lied noch dem Genre Dance-Pop zuordnen. Das Lied wurde zum Club-Hit. Durch die Texte und den Gesang erinnert vieles an Gwen Stefanis Hit Hollaback Girl von 2005.
Die Zeile Do the uh oh, uh oh, uh oh, uh oh no no im Lied Get Me Bodied, stammt von Knowles’ weltweitem Nummer-eins-Hits Crazy in Love aus dem Jahre 2003. Den Gesang von Get Me Bodied interpretiert Knowles auch auf ihrem Nummer-eins-Hit Single Ladies (Put a Ring On It) aus dem Jahre 2008.
Der Liedtext wurde in der Vers-Chorus-Form geschrieben. Das Text beinhaltet viele Abkürzungen und die Formen eines Hip-Hop-Songs. Es handelt von Beyoncés Plänen, bevor sie mit ihren drei Freunden (die Mitglieder von Destiny’s Child und ihrer kleinen Schwester Solange) auf eine Party geht. Während der Party will Knowles einen Freund finden, der mit ihr tanzt und sie sexuell bereichert. Im Liedtext nimmt Knowles Bezug auf Naomi Campbell und auf ihre eigene Modefirma House of Dereon.

## Erfolg und Kritik
Get Me Bodied und Green Light sollten nach Déjà Vu als nächste Singles aus dem Album B’Day veröffentlicht werden. Beyoncé veröffentlichte aber als zweite Single Ring the Alarm. Get Me Bodied wurde nach Beautiful Liar als siebte und letzte Single des Albums veröffentlicht. Die CD-Single zu Get Me Bodied erschien am 10. Juli 2007 in den USA. Ein Klingelton zu Get Me Bodied wurde am 23. Oktober 2007 veröffentlicht.
Get Me Bodied wurde von Musikkritikern sehr gut aufgenommen. Chris Richards von der The Washington Post bezeichnet das Lied als „Club-Song“ mit einer „Hip-Hop-Melodie“. Er erklärte weiter, dass der „kitschige“ Song „Beyoncé-Fans zum Schwärmen und zum Sex bringen wird“. Jody Rosen von Entertainment Weekly kommentierte, dass „eine aufgedrehte Hi-fi Anlage zu Get Me Bodied Beyoncés Sexappeal strahlen lässt“. Tim Finney von Pitchfork Media bezeichnete das Lied als „Old School Hip-Hop mit Crunk- und Funk-Elementen und Beyoncé als sexy Rapperin“. US Weekly beschrieb Get Me Bodied als „megaheiße Dance Nummer.“ Bill Lamb bezeichnete es als „Sommerhit“. Mike Joseph von Popmatters zeigte sich unbeeindruckt und bezeichnet das Lied als „Billigproduktion“. Sasha Frere-jones von The New Yorker beschrieb das Lied und Beyoncés Gesangsfähigkeiten als magisch.
Get Me Bodied war für den VH1 Soul Video of the Year Award des Jahres 2007 nominiert. About.com listete Get Me Bodied als Topsong von B’Day. Knowles bekam 2008 für das Lied den R&B und Hip-Hop Songwriter Award.
Die Single debütierte am 26. Mai 2007 auf Platz 98 der Billboard Hot 100, zu diesem Zeitpunkt war Beautiful Liar auf Platz 3 und Irreplaceable auf Platz 1 der US-Charts. Am 4. August 2007 erreichte Get Me Bodied Platz 68 der Billboard Hot 100 und verbrachte 18 Wochen in den US-Charts. Get Me Bodied erreichte Platz 10 in den US-Hip-Hop-Charts und Platz 88 in den US-Pop-Charts.

## Musikvideo
Das Musikvideo zu Get Me Bodied wurde gleichzeitig zum B’Day Anthology Video Album gedreht. Die Regie fürs Musikvideo führten Beyoncé und Anthony Mandler. Die Dreharbeiten am Musikvideo dauerten zwei Tage. Beyoncé tritt im Musikvideo mit den Destiny’s-Child-Mitgliedern Kelly Rowland und Michelle Williams, sowie mit ihrer kleinen Schwester Solange auf.
Beyoncés Mutter und Stylistin Tina Knowles entwarf über 60 Outfits für Beyoncé, 50 davon wurden im Musikvideo benutzt. Das Tanz-Musikvideo orientiert sich am Tanzstil der 60er Jahre.

## Auftritte
Knowles sang Get Me Bodied erstmals bei den BET Awards 2007 am 27. Juni 2007. Sie trug einen goldenen Roboter-Anzug, aus dem sie zu Beginn des Liedes ausstieg, dann war Knowles mit einem goldenen BH-Top und einer goldenen Lackhose bekleidet und führte arabische Tänze vor. Während des Auftritts kamen Knowles’ Schwester und Sängerin Solange Knowles und das ehemalige Destiny’s-Child-Mitglied Michelle Williams auf die Bühne, sie baten Kelly Rowland auf die Bühne zu kommen, damit sie ihren Solo-Hit Like This (2007) mit der amerikanischen Rapperin Eve vorführen konnte. Das Lied war Bestandteil der Setlist ihrer „The Beyoncé Experience“ und „I Am… Tour“.
Am 5. August 2007 sang Knowles das Lied im Madison Square Garden in Manhattan. Sie begann ihren Auftritt im selben Roboter-Outfit, wie bei den BET Awards. Danach war sie halbnackt in gelb und schwarz, wie eine Biene gekleidet. Beim Start des Liedes schrie Knowles in das Mikrofon: „queen bee — or Queen B.“ Shaheem Reid von MTV News lobte den Auftritt und bezeichnete ihn als ein weiteres „Meisterwerk“ von Knowles.
Als Knowles das Lied in Sunrise, Florida, am 29. Juni 2009 sang, trug sie einen hautengenen goldenen Leotard. Während des Auftritts erschienen auf der Leinwand im Hintergrund animierte Grafiken und Bildern von Knowles’ Auftritt. Knowles wurde beim Auftritt von ihrer Suga Mama Tour-Band begleitet. Get Me Bodied erschien auch auf Knowles’ Live-Alben The Beyoncé Experience Live (2007) und der Deluxe-Edition von I Am... World Tour (2010).

## Kommerzieller Erfolg

### Chartplatzierungen
| ChartsChartplatzierungen       | Höchstplatzierung | Wochen |
| ------------------------------ | ----------------- | ------ |
| Vereinigte Staaten (Billboard) | 46 (19 Wo.)       | 19     |

### Auszeichnungen für Musikverkäufe
| Land/Region               | Auszeichnungen für Musikverkäufe (Land/Region, Auszeichnung, Verkäufe) | Verkäufe  |
| ------------------------- | ---------------------------------------------------------------------- | --------- |
| Vereinigte Staaten (RIAA) | Platin                                                                 | 1.000.000 |
| Insgesamt                 | 1× Platin ·                                                            | 1.000.000 |

Hauptartikel: Beyoncé/Auszeichnungen für Musikverkäufe

## Move Your Body
Knowles veröffentlichte im Jahr 2011 eine kinderfreundlichere Version ihrer Single Get Me Bodied (2007) für die „Let’s Move! Flash Workout“ Kampagne unter dem Titel Move Your Body. Die Choreografie für das Musikvideo stammt von Frank Gatson, welcher auch für die berühmte Choreografie im Musikvideo zu Single Ladies (Put a Ring on It) zuständig war.

### Let’s Move! Flash Workout
Knowles schloss sich mit der US First Lady Michelle Obama und der National Association of Broadcasters Education Foundation zusammen, um ihre Kampagne gegen Adipositas bei Kindern zu unterstützen. Knowles überarbeitete Get Me Bodied und nannte die neue Version Move Your Body für die Let’s Move! Flash Workout Kampagne. Eine spanische Version des Liedes wurde unter dem Titel Mueve el Cuerpo kreiert. Der Inhalt des Liedes wurde geändert, Move Your Body soll Kinder dazu motivieren, Sport zu treiben. World Entertainment News Network berichtete, dass die neue Version des Liedes, diese Textzeile enthält: „Don’t just stand there on the wall, everybody just move your body, move your body, move your body.“ Am 9. April 2011 wurde ein Video im Internet veröffentlicht, bei denen Teenager zu Move Your Body tanzen. Nach einigen Tagen gab Knowles bekannt, dass sie auch ein Musikvideo für das Lied drehen wird, um jedem zu zeigen, wie man richtig zu dem Lied tanzt.

### Musikvideo
Am 26. April 2011 veröffentlichte Knowles einen Musikvideo zu Move Your Body, bei dem Melina Matsoukas Regie führte. Im Musikvideo tanzt Knowles mit Kindern und Jugendlichen zu einer Choreografie, welche von Frank Gatson stammt. In der Choreografie werden Salsa- und Dancehall-Elemente verwendet.
Das Musikvideo beginnt während einer Mittagspause in einer Schulcafeteria. Alles ist ruhig, bis Beyoncé mit ihrer leichten Bekleidung in die Cafeteria kommt, dann beginnt das Lied. Alle fangen an zu tanzen und Knowles leitet die Choreografien.
Lauretta Charlton vom Black Entertainment Television (BET) lobte das Musikvideo: „Es ist unglaublich, zu sehen, wie man zu dem Lied tanzt, obwohl man es nicht vorhat.“ Nicole James von MTV Buzzworthy zeigte großes Interesse für das Musikvideo und seine Botschaft: „Knowles lässt Kinderherzen höher schlagen, in mehr als einer Hinsicht.“
Das Musikvideo wurde am 3. Mai 2011 in allen Schulen der Vereinigten Staaten gezeigt. Knowles war auf der P.S. 161 Middle School in Harlem, als das Musikvideo vorgeführt wurde. Sie brachte den Schülern den Tanz vom Move Your Body-Musikvideo bei. Anschließend tanzte Knowles mit den Schülern in der Sporthalle zu dem Lied.